# Fräschels
Fräschels is een gemeente en plaats in het Zwitserse kanton Fribourg, en maakt deel uit van het district See/Lac.
Fräschels telt 496 inwoners.